# Paraholopterus nahuelbutensis
Paraholopterus nahuelbutensis là một loài bọ cánh cứng trong họ Cerambycidae.